# František Padour
František Padour, né le 19 janvier 1988 à Prague, est un coureur cycliste tchèque.

## Palmarès et classements mondiaux

### Palmarès sur route
- 2006
  -  Champion de République tchèque sur route juniors
- 2007
  - 2e du championnat de République tchèque sur route espoirs
  - 3e du Tour de Vysočina
- 2009
  - Tour de Vysočina :
    - Classement général
    - 2e étape
- 2012
  - Czech Cycling Tour :
    - Classement général
    - 1re étape (contre-la-montre par équipes)

  - 3e étape du Tour de Vysočina

### Classements mondiaux
| Année            | 2008  | 2009 | 2010 | 2011 | 2012 | 2013  | 2014 |
| ---------------- | ----- | ---- | ---- | ---- | ---- | ----- | ---- |
| UCI Africa Tour  |       |      |      |      |      |       | 139e |
| UCI America Tour |       |      |      |      |      |       | 402e |
| UCI Europe Tour  | 1077e |      |      |      | 323e | 1088e |      |